# Armando Floridia
Armando Floridia (Palermo, luglio 1944) è un pilota automobilistico italiano.

## Carriera
Ha partecipato otto volte alla Targa Florio con vetture Chevron, Osella e Porsche.
Nel 1967 ha gareggiato su Porsche 356 in coppia con Francesco Troja, usando lo pseudonimo di Black and White, nella classe 1600 per la Scuderia Pegaso; nel 1968 in coppia con Carlo Randazzo su Porsche 911; nel 1969 in coppia con Marchiolo e si ritira per incidente.
Nel 1972 gareggia in coppia con Schmidt con una Porsche 914 ed è 10º assoluto; nel 1973 con una Chevron per la Brescia Corse; nel 1974 in coppia con Veninata su Chevron e si ritirerà.
Nel 1975 si classifica secondo assoluto dietro la coppia Merzario-Vaccarella correndo insieme ad Eugenio Renna (che correva con lo pseudonimo di "Amphicar") con la Chevron B26.
Nel 1976 vince sempre la Targa Florio in coppia con Eugenio Renna su Osella PA4.
Nello stesso anno, sempre in coppia con Amphicar, alla 4 ore di Monza piazzandosi 4º assoluto valida per il Campionato Mondiale Marche.
Ha corso inoltre a Imola, Pergusa.